# Henning Lambertz
Henning Lambertz (* 12. Dezember 1970 in Neuss) ist ein deutscher Schwimmer und Schwimmtrainer.

## Leben

### Sportliche Karriere
Ende der 1980er Jahre kam Lambertz zur SG Neuss und nahm an einigen Deutschen Meisterschaften als Schwimmer teil. Seine Hauptschwimmarten waren Brust und Freistil. Als er im Alter von 21 Jahren über 50 m Freistil gegen einen 14-Jährigen langsamer war, beendete er seine aktive Karriere als Sportler.

### Studium
Lambertz studierte Biologie an der Universität Köln und Sportwissenschaft an der Deutschen Sporthochschule Köln.

### Trainerstationen
Lambertz war von 1997 bis 2008 Trainer beim SV Bayer Wuppertal und von 2008 bis 2014 Trainer der SG Essen und Bundesstützpunkttrainer. Hier trainierte er unter anderem Thomas Rupprath, Daniela Samulski, Hendrik Feldwehr, Dorothea Brandt, Christian vom Lehn, Caroline Ruhnau, Lisa Vitting, Paulina Schmiedel, Isabelle Härle, Antje Buschschulte, Sina Sutter und Steffen Driesen.
Zu den Olympischen Spielen 2000, 2004 und 2012 gehörte er zum betreuenden Trainerstab vor Ort. Bei den Olympischen Spielen 2016 in Rio de Janeiro war er als Bundestrainer.
Er war von 2013 bis zu seinem Rücktritt 2018 Cheftrainer des Deutschen Schwimm-Verbandes (DSV). Anschließend wurde Lambertz Referendar für die Fächer Biologie und Sport an der Friedrich-Bayer-Realschule in Wuppertal.

### Persönliches
Lambertz ist seit 2007 mit der Wasserball-Nationalspielerin Nadine Kunz verheiratet.